# Mikhalis Tremópulos
Mikhalis Tremópulos (en grec: Μιχάλης Τρεμόπουλος) (Serres, 3 de març de 1958) és un periodista, advocat i polític ecologista grec. És membre del Parlament Europeu des de 2009. Es va graduar en Dret a la Universitat Aristotèlica de Tessalònica el 1991, i en l'ecologia social al Col·legi Goddard a Vermont el 1993. Va treballar com a periodista a diverses empreses de TV, ràdio i premsa. És membre del partit ecologista Els Verds. Va guanyar un escó al Parlament Europeu en les eleccions al PE de 2009.